# Too Good To Go
Too Good to Go és una aplicació mòbil que fa d'intermediari entre els restaurants i les botigues i els consumidors finals, posant a la venda productes o aliments que no s'han venut durant el servei als consumidors per a no malbaratar-los. L'aplicació està disponible a la majoria de ciutats d'Europa.

Països servits per Too Good To Go

## Història
La companyia es va crear l'any 2015 a Dinamarca de la mà de Thomas Bjørn Momsen, Stian Olesen, Klaus Bagge Pedersen, Adam Sigbrand i Brian Christensen. El projecte va sorgir després que els responsables de la plataforma fossin testimonis, en un bufet lliure, de com tot el menjar que no s'havia consumit i estava en perfecte estat acabava en la brossa.
A França la van co-fundar la Lucie Basch i al Regne Unit en Chris Wílsones juntament amb en Jamie Crummie. Posteriorment també va arribar a Suïssa el novembre de 2016.
En 2019 la companyia va ser finançada amb 6 milions d'euros per incentivar-ne la recerca i el desenvolupament. Es va llançar a Àustria el setembre de 2019 i va adquirir la iniciativa espanyola weSAVEeat, creant la seva pròpia marca. Al desembre de 2019 va arribar a França

## Utilitat
Es tracta d'una aplicació gratuïta per a dispositius mòbils on es posa a la venda el menjar sobrant de restaurants i botigues. Això permet reduir el malbaratament de menjar, que actualment és un dels problemes globals que més afecten al medi ambient. En tres anys d'activitat, l'aplicació ha aconseguit més de 9,5 milions d'usuaris. En menys d'un any, s'hi han associat més de 17.000 establiments que han aconseguit deixar de malbaratar milions de paquets de menjar.